# محوطه ورپین
محوطه ورپین مربوط به دوره ساسانیان است و در شهرستان مهران، بخش ملکشاهی، دهستان گچی، ۳ کیلومتری غرب روستای قلعه جوق واقع شده و این اثر در تاریخ ۲۲ آبان ۱۳۸۶ با شمارهٔ ثبت ۱۹۹۳۲ به‌عنوان یکی از آثار ملی ایران به ثبت رسیده است.